# Tiago Mayan Gonçalves
Tiago Pedro de Sousa Mayan Gonçalves (Porto, 5 de março de 1977), conhecido como Tiago Mayan Gonçalves, é um advogado português, que exerceu o cargo de presidente do Conselho de Jurisdição da Iniciativa Liberal até ao dia 12 de dezembro de 2020 e foi político até que decidiu, devido a um escândalo de corrupção, abandonar a vida política.
Foi candidato à Presidência da República Portuguesa nas eleições presidenciais portuguesas de 2021, tendo obtido o sexto lugar, com 3,22% dos votos. Anunciou a 20 de Julho de 2024 a sua candidatura á liderança da Iniciativa Liberal, candidatura essa da qual viria a desistir após surgir um escândalo relacionado com falsificação de assinaturas para obter fundos ilícitos e excessivos alegadamente para a Junta de Freguesia (União de Freguesias de Aldoar, Foz do Douro e Nevogilde) que presidia e demitiu-se também da presidência da mesma na sequência do caso. Mayan abandonou a política em Novembro de 2024, sendo expulso da IL em Fevereiro de 2025 devido ao processo disciplinar alusivo à falsificação de assinaturas, criticado pelo líder da IL, Rui Rocha.

## Biografia

### Vida pessoal
É natural da cidade do Porto, onde nasceu e ainda hoje vive, filho de Manuel José Figueiroa Gonçalves e de sua mulher Olga Nilza Bilbao de Sousa Mayan, e irmão de Gonçalo Nuno de Sousa Mayan Gonçalves. Formou-se em Direito na Faculdade de Direito da Universidade Católica Portuguesa do Porto.

### Política
Esteve desde o início envolvido no movimento independente Porto, o nosso Partido. Foi por esse movimento eleito membro suplente da Assembleia de Freguesia da União de Freguesias de Aldoar, Foz do Douro e Nevogilde nas eleições autárquicas de 2017.

#### Candidatura às Eleições presidenciais portuguesas de 2021
É membro fundador da Iniciativa Liberal, a cujo Conselho de Jurisdição presidiu, e foi apoiado por este partido na sua candidatura às presidenciais de 2021.
A 24 de janeiro de 2021 conseguiu 134 427 votos ficando no 6º lugar da votação.

#### Presidente da junta (2021-2024)
Foi eleito, a 26 de Setembro de 2021, Presidente da União de Freguesias de Aldoar, Nevogilde e Foz do Douro. Em novembro de 2024, reconheceu ter falsificado as assinaturas do júri do Fundo de Apoio ao Associativismo Portuense e demite-se.

#### Candidatura à liderança da Iniciativa Liberal
A 07 de abril de 2024 lançou o manifesto "Unidos pelo Liberalismo", que deverá evoluir para uma candidatura à liderança da Iniciativa Liberal. Na apresentação estiveram diversos membros do partido que não se reveem na atual liderança de Rui Rocha.
Em 08 de novembro de 2024, desistiu da candidatura à liderança do partido, após ter sido revelado que falsificou assinaturas enquanto presidente da União de Freguesias de Aldoar, Foz do Douro e Nevogilde.
Em 5 de fevereiro de 2025 foi expulso do partido, após o processo disciplinar relativo à falsificação de assinaturas.

## Resultados Eleitorais

### Eleições Presidenciais
| Data | Candidato   | Cl. | Votos   | 1.ª Volta     | Ref    |
| ---- | ----------- | --- | ------- | ------------- | ------ |
| 2021 | Tiago Mayan | 6.º | 134.484 | 3,22 / 100,00 | [ 13 ] |